# Taba Koji
Taba Koji is een bestuurslaag in het regentschap Lubuklinggau van de provincie Zuid-Sumatra, Indonesië. Taba Koji telt 2107 inwoners (volkstelling 2010).